# 695

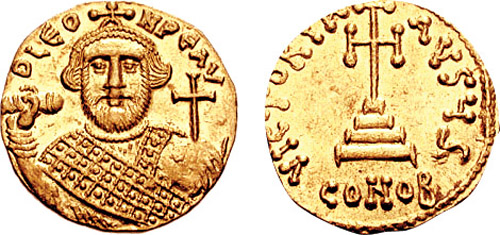
Keizer Leontios II (695-698)

Het jaar 695 is het 95e jaar in de 7e eeuw volgens de christelijke jaartelling.

## Gebeurtenissen

### Byzantijnse Rijk
- Keizer Justinianus II wordt in Constantinopel door de Byzantijnse aristocratie afgezet. Hij wordt verminkt (zijn neus wordt afgesneden) en verbannen naar Cherson (huidige Oekraïne) op de Krim.
- Leontios II, een strategos (militair gouverneur) in Anatolië, volgt Justinianus op als keizer. Hij consolideert de thema's (provincies) in het Byzantijnse Rijk tegen de dreiging van de Omajjaden.

### Brittannië
- Koning Wihtred van Kent vaardigt een wetboek uit dat de positie van de Katholieke Kerk versterkt. De kerk wordt vrijgesteld van belastingen en oude godsdiensten worden verboden.

### Europa
- Slag bij Dorestad: De Franken onder bevel van hofmeier Pepijn II van Herstal verslaan de Friezen onder koning Radboud. De Franken heroveren het gebied ten zuiden van de Oude Rijn, inclusief Dorestad en Utrecht. (waarschijnlijke datum)
- Koning Clovis IV overlijdt en wordt opgevolgd door zijn broer Childebert III als koning van de Franken. Hij wordt een marionet (roi fainéant) onder het bewind van zijn oom Pepijn van Herstal.
- Pepijn benoemt zijn zoon Drogo tot hofmeier van Bourgondië en stelt zijn jongste zoon Grimoald II aan als hofmeier van Neustrië. (waarschijnlijke datum)

### Meso-Amerika
- Tikal verslaat de rivaal Mayastad Calakmul (Mexico). Hiermee herrijst Tikal na een periode van zwakte en afhankelijkheid die sinds 562 heeft geduurd.

## Religie
- 22 november - Willibrord, Engelse monnik uit Northumbria, wordt in Rome door paus Sergius I tot aartsbisschop van de Friezen gewijd. Bij zijn inwijding krijgt hij van de paus de Latijnse naam Clemens.

## Geboren
- Cui Hao, Chinees dichter (overleden 758)
- Harlindis en Relindis, Frankisch abdis (waarschijnlijke datum)
- 31 december - Muhammad ibn al-Qasim, Arabisch veldheer (overleden 715)

## Overleden
- Clovis IV (13), koning van de Franken
- Twee Ewalden, missionarissen (waarschijnlijke datum)